# 필립 골드버그
필립 세스 골드버그(영어: Philip Seth Goldberg, 1951년 8월 1일 ~ )는 미국의 외교관이다. 2022년부터 2025년까지 제25대 주한 미국 대사를 역임하였다.

## 경력
1956년 8월 4일 미국 매사추세츠주 보스턴 출생으로 보스턴대학교 라틴아메리카학 학사 작위를 얻은 후 콜롬비아 주재 미국대사관에서 영사 및 정치 담당관을 지냈으며 남아프리카 공화국 주재 미국대사관에서는 정치 및 경제 담당관으로 재직한 뒤 1996년부터 1998년까지는 미국 국무부 차관보 특별보좌관을 역임했다.
2018년에는 쿠바 주재 미국대사관에서 근무하면서 미 국무부가 외교관에게 부여하는 최고급 지위인 경력대사로 승진한 것은 물론 대통령 유공자상, 2번의 대통령 공로상, 미국 정보기관 은인장 훈장들을 수여받았다.
그 후 2019년 콜롬비아 주재 미국대사로 근무하다가 2022년 2월 12일 조 바이든 미국 대통령에 의해 제24대 주한미국대사에 지명되었으며 5월 5일 미국 상원이 이에 대한 인준안을 만장일치로 통과시켰다.